# Токовица (Вологодская область)
Токовица — деревня в Никольском районе Вологодской области.
Входит в состав Завражского сельского поселения, с точки зрения административно-территориального деления — в Завражский сельсовет.
Расстояние по автодороге до районного центра Никольска — 34 км, до центра муниципального образования Завражья — 4 км. Ближайшие населённые пункты — Ермаково, Куревино, Завражье.
По переписи 2002 года население — 23 человека (12 мужчин, 11 женщин). Всё население — русские.